# Cofradía de Nuestra Señora de la Merced de Bilbao
La Cofradía Nuestra Señora de la Merced de Bilbao es una de las nueve cofradías que participan en la Semana Santa bilbaína.

## Historia
Tras los eventos del 4 de enero de 1937, en plena Guerra Civil Española, un grupo de presos políticos bilbaínos, habiendo sobrevivido milagrosamente, decide fundar una cofradía en agradecimiento a Ntra. Sra. de la Merced. Los estatutos fueron aprobados en 1943 por el obispo de Vitoria.
Inicialmente la sede canónica de la cofradía se encontraba en el Convento de la merced, hasta que en 1970, por el cierre del convento, se traslada a la Iglesia de San Nicolás en el Arenal. 
Fue la primera cofradía de la villa en incluir una banda de música.

## Procesiones
- Procesión de la Piedad

Parte de la Iglesia de San Nicolás la noche del Martes Santo y recorre el Casco Viejo. Procesiona solo la Piedad.
- Procesión del Silencio

La Cofradía de la Merced organiza esta procesión desde el año 1975, cuando la Hermandad de Begoña cesa sus actividades. La Procesión Transcurre en silencio entre las Iglesias de San Nicolás, Catedral, Santos Juanes, San Antón, la Encarnación y las Siervas, parando en cada una a realizar las 7 visitas. Antiguamente al final de la procesión la cofradía intercedía para obtener la liberación de un preso de la cárcel de Larrinaga. No procesiona ningún paso.

## Imaginería
La Piedad de  Juan Pascual de Mena, realizada en 1756, es una de las joyas de la escultura sacra en Vizcaya. Forma parte del conjunto realizado por Mena para los retablos de la Iglesia de San Nicolás.

Jesús ante Anás, adquirida en 1945, esta obra de José María Garrós representa el Juicio de Jesús por parte del sumo sacerdote Anás. Se conserva en el Museo de Pasos. 